# Династия. Семейная история, рассказанная за ночь
Династия. Семейная история, рассказанная за ночь»— документальный сериал 2013 года, созданный режиссёром Алексеем Пищулиным и посвященный 400-летию династии Романовых. Сериал состоит из 12 серий по 40 минут. Каждая из серий посвящена определенному члену династии Романовых. Сериал был показан на телеканале ТВ Центр в феврале-марте 2017 года.

## Сюжетная канва сериала
Одному из главных героев, студенту (Алексей Смирнов) предстоит написать реферат по российской истории. У него осталось лишь 12 часов. Он в отчаянии: понимает, что изучить историю России четырёх веков за одну ночь невозможно. Но тут его отец (Андрей Смирнов) предлагает помочь ему, провести своеобразный интенсив - рассказать сыну историю династии Романовых «со скоростью 25 лет в час». Из этого исходит и основная концепция сериала как семейная история, рассказанная за ночь. При этом временные рамки описываемых событий несколько шире непосредственно времени правления династии Романовых.

Я превратил всю эту историю из политического манифеста, который я задумывал, в семейную историю, поэтому у меня подзаголовок к фильму — «Семейная история, рассказанная за ночь». И уже сами мои герои, почти без всякого моего участия обнаружили, что вся суть русской истории — это суть взаимоотношений отца и сына, сына и отца. — интервью режиссёра Алексея Пищулина директору радио «Радонеж»
Авторы сериала исходят из того, что познания зрителя в отечественной истории, к сожалению, так же невелики, как и у героя-подростка. И внимание зрителя необходимо удерживать почти так же, как внимание нерадивого студента. Это продиктовало определённую интонацию рассказа - достоверного, содержательного, но нескучного, живого, свободного от дидактики. Акцент сделан на том, что история страны - это как будто расширенная история одной семьи; и каждый из нас - и герои, и персонажи, и зрители - участвуют в этой истории, являются наследниками всего хорошего и плохого, что в ней случалось.

## География съемок
География сериала весьма обширна. Основная часть съемок проходила в Москве в 2013 году. Съемки проводились в Московском кремле, Новоспасском монастыре, Палатах бояр Романовых на Варварке, в Коломенском, Тушино, усадьбе Измайлово. Значительная часть цикла снята в Санкт-Петербурге и его окрестностях: Гатчине, Павловске, Пушкине, Ораниенбауме и Петергофе. Съемки отдельных серий проходили в разных городах связаных с описываемыми событиями. Так часть серии «Самозванцы» снимали в Угличе, часть серии «Жизнь за царя» — в Костроме, часть серии «Алексеичи» — в Азове и Таганроге, серию «Что случилось в Таганроге» помимо собственно Таганрога частично снимали и на острове Валаам, куда совершал паломничество Александр I, испрашивая благословение на подвиг. Серии «Богатырь на троне» и «Страстотерпец» частично сняли в Ливадии. В Могилёве снята часть материала серии «Страстотерпец».

## Эксперты сериала.
Экспертами цикла выступили известные историки Андрей Богданов, Дмитрий Олейников, Евгений Анисимов, Игорь Зимин, Павел Кротов, Сергей Нилов, Александр Музафаров, Александр Боханов, Сергей Мироненко, Леонид Выскочков и писатели Алексей Варламов, Нина Соротокина и другие.

## Ведущие
- Андрей Смирнов — российский режиссёр и актер.
- Алексей Смирнов — сын Андрея Смирнова, начинающий режиссёр.

## Съемочная группа
- режиссер — Алексей Пищулин
- сценарий — Алексей Пищулин
- продюсер — Сергей Кравец, Наталья Гостюшина
- оператор — Юрий Ермолин
- композитор — Антон Висков
- монтаж — Сергей Егоров

## Список серий
| № п/п | Название серии              | Дата выхода на ТВЦ |
| ----- | --------------------------- | ------------------ |
| 1     | «Самозванцы»                | 24.02.2017         |
| 2     | «Жизнь за царя»             | 24.02.2017         |
| 3     | «Алексеичи»                 | 25.02.2017         |
| 4     | «Чего хочет женщина»        | 25.02.2017         |
| 5     | «Фике»                      | 26.02.2017         |
| 6     | «Русский Гамлет»            | 26.02.2017         |
| 7     | «Что случилось в Таганроге» | 27.02.2017         |
| 8     | «Раб на галерах»            | 28.02.2017         |
| 9     | «Дважды освободитель»       | 01.03.2017         |
| 10    | «Богатырь на троне»         | 02.03.2017         |
| 11    | «Страстотерпец»             | 03.03.2017         |
| 12    | «Истребление корня»         | 03.03.2017         |

## Краткое описание серий

### Серия 1. «Самозванцы»
В первой части серии рассказывается о начале событий Смутного времени: убийстве царевича Дмитрия в Угличе и последовавшем при этом убийстве стихийном бунте жителей города, наказании его жителей. Далее речь идет о захвате власти в стране Борисом Годуновым, аресте и наказании нелояльных к Годунову бояр Романовых. Затем происходит появлении первого Самозванца — Лжедмитрии I, его короткого правления и убийства заговорщиками. Воцарение царя Василия Шуйского и появление его противника Лжедмитрия II, долгой борьбе между ними,  смещение Шуйского боярами и приглашении ими на трон польского королевича Владислава. Возмущение населением Московского царства курсом бояр и появление первого и второго народных ополчений, освобождение Москвы от польских интервентов. Избрание нового царя Михаила Романова.

### Серия 2. «Жизнь за царя»
В первой части серии рассказывается о избрании царём Михаила Романова и подвиге простого крестьянина Ивана Сусанина для его спасения. Правление первого Романова — Михаила Фёдоровича. Авторы сериала отмечают, что решения за нерешительного царя принимали другие. Сначала его мать — инокиня Марфа, а затем вернувшийся из польского плена отец — патриарх Филарет. Начинается период семейно-государственной гармонии. Неудачное сватовство Марии Хлоповой. Жентьба на Марии Долгоруковой, рождение наследника Алексея. Во второй части серии рассказывается о правлении царя Алексея Михайловича. Бунты в правление молодого царя — соляной бунт, медный бунт, восстание Степана Разина. Присоединение Левобережной Украины, церковный раскол. Личные качества монарха — любовь к семье, религиозность, соколиная охота, любовь к чтению, игра в шахматы. Деревянные дворцы и художественный стиль в его правление.

### Серия 3. «Алексеичи»
В этой серии рассказано о правлении 3-х сыновей царя Алексея Михайловича — Фёдора Алексеевича, Иоанна Алексеевича, Петра Алексеевича и его дочери — правительнеце Софье Алексеевне. Реформы царя Фёдора — налоговая реформа, создание славяно-греко-латинской академии, отмена местничества. Смерть Фёдора от цинги. Восшествие на престол сразу двух царей — несовершеннолетних Ивана и Петра, которые 14 лет осуществляли так называемое двоевластие. Правление царевны Софьи Алексеевны (регента при малолетних царях). Стрелецкие бунты. Приход к власти Петра. Увлечение Петра флотом, походы в Немецкую слободу, глобус Блау. Азовские походы. Великое посольство. Начало Северной войны, битва под Полтавой. Увлечение и возвышение Марты Скавронской, неудачный Прутский поход. Женитьба на Марте Скавронской (будущей императрице Екатерине I). Строительство Санкт-Петербурга, скромность в быту Петра, увлеченность Петра токарным делом. Упразднение патриаршества. Дело царевича Алексея, указ о престолонаследии. Одиночество и смерть Петра от почечнокаменной болезни (осложненной уремией).

### Серия 4. «Чего хочет женщина»
Серия посвящена «Бабьему веку» — череда правлений женщин на русском троне. Воцарение жены Петра императрицы Екатерины I. Меншиков фаворит. Кутеж русской императрицы. Смерть Екатерины I, воцарение Петра II. Падение Меншикова. Возвышение и падение Долгоруковых. Воцарение Анны Иоанновны. Преобладание немцев. Фаврит Бирон. Бирон против Миниха. Короткое правление Анны Леопольдовны. «Первая ноябрьская революция» 1741 года. Елизавета Петровна на троне. Фаворит Алексей Разумовский. Эпоха Растрелли. Строительство Зимнего дворца. Отсутствие смертной казни. Предрассудки Елизаветы.

### Серия 5. «Фике»
Тягловое государство. Наследник Елизаветы будущий царь Петр III. Его женитьба на герцогине Анхальт-Цербстской, будущей Екатерине II. На родине, в Пруссии, ее звали Фике, отсюда и название серии. Увлечения наследника Петра— музыка, военное дело. Достройка Зимнего дворца. Петр III в Ораниенбауме. Законы Петра III — о вольности дворянства, о веротерпимости, лесной кодекс, о упразднении Тайной Канцелярии. Заговор и убийство Петра III в Ропше. Воцарение Екатерины II. Екатерина первым делом отменила главные указы Петра III — это принесло ей быструю популярность. Но вскоре она переиздала их, уже под собственным именем. Привилегии дворянству вызвали разрушительный Пугачевский бунт. Система просвященной деспотии. Любовники Екатерины. Фаворит Григорий Потемкин. Присоединение Крыма и Новороссии. Старость Екатерины.

### Серия 6. «Русский Гамлет»
Путешествие наследника престола Павла по Европе. Сравнение его с Гамлетом. Гатчинский дворец. Армейские увлечения наследника. Наследник долго ждет трон и не делает заговора. Увлечение Павла металлургией и создание лучшей артиллерии. Покровительство Мальтийскому ордену. Приоратский дворец в Гатчине. Первая жена Наталья Алексеевна. Её смерть при неудачных родах. Вторая жена Мария Фёдоровна. Удачный брак. Павловский дворец и роль в его возведении Марии Фёдоровны. Воцарение. Перезахронение Петра III. Коронация в Москве. Акт о престолонаследии. Борьба с коррупцией. Манифест о трёхдневной барщине. Заговор против Павла. Руководитель заговора граф Пален. Убийство Павла I. Михайловский замок.

### Серия 7. «Что случилось в Таганроге»
Александровская колонна. Внук бабушки Екатерины. Женитьба на Елизавете Алексеевне. Административная реформа. Война с Наполеоном. Дипломатическая победа Александра при Тильзите. Тильзитский мир. Вторжение Наполеона в Россию в 1812 году. Скпфский план Барклая-де-Толли. Встреча Александра с народом в Москве. Оставление Москвы. Отступление Наполеона. Взятие Парижа. Священный союз. Перевод Библии на русский язык. Поездка Александра на остров Валаам в 1817 году. Поездка в Крым в 1825 году. Таганрог. Смерть императора в Таганроге. Легенда о Фёдоре Кузьмиче

### Серия 8. «Раб на галерах»
Нелюбовь Николая I к болезням. «Раб на галерах» как долг императора. Удачный брак и любовь к жене Александре Фёдоровне. Отречение Константина Павловича. Восстание декабристов. Процесс над декабристами. Ссылка декабристов в Сибирь. Казнь 5 декабристов. Создание третьего отделения (политической полиции). Чиновничество. Император — инженер по образованию. Строительство Царскосельской железной дороги. Свод законов Российской империи. Гимн «Боже Царя храни». Семейная жизнь. Николай I и Пушкин. Смерть Пушкина. Пенсия семье Пушкина. Памятник Николаю I. Работоспособность Николая. Крымская война. Переживания императора из=за неудач на фронте. Смерть императора от «русского горя».

### Серия 9. «Дважды Освободитель»
Храм Спаса на Крови. Детские годы Александра II. Поэт Жуковский — воспитатель наследника. Путешествие по России 1837 года. Влюбчивость Александра. Заграничное путешествие 1838 года. Женитьба на  Марии Александровне Гессенской. Коронация. Электрические прожекторы в Кремле. Конец Крымской войны. Крестьянская реформа 1861 года. Судебная реформа и Земская реформа, отмена телесных наказаний, Военная реформа. Первое покушение на царя. Покушения на императора в течение 15 лет. Второй раз освободитель — Болгарии и Сербии. Роман с Долгоруковой. Морганатический брак. Убийство Александра II.

### Серия 10. «Богатырь на троне»
Погребение Александра II. Общественные настроения в начале правления. Казнь убийц императора. Памятник Александру III. Коронация. Жизнь в Гатчине. Аскетизм. Экономический бум. Жена императора Мария Фёдоровна. Нелюбовь к балам. Любовь к рыбалке. Царь-Миротворец. Остановка реформ. Отказ от идеи парламента. Создание Исторического музея в Москве. Русское шампанское в Крыму. Огромный рост и вес. Любовь к духовым музыкальным инструментам. Любовь к собакам. Крушение императорского поезда в Борках. Пренебрежение к собственному здоровью. Болезнь нефрит почек. Смерть в Ливадии.

### Серия 11. «Страстотерпец»
Детство Николая II в Петергофе и Гатчине. Спортивная форма. Любовь к автомобилю и техническим новинкам. Путешествие на Восток. Строительство Транссиба. Коронация в Москве. трагедия на Ходынке. Миротворец. Русско-японская война. Первая русская революция. Первая Государственная Дума. Переезд в Царское село. Семья императора. Рождение и болезнь наследника Алексея. Распутин. Жизнь в Ливадии. 300-летие дома Романовых. Первая Мировая война. Великое отступление. Ставка в Могилёве. Февральская революция. 

### Серия 12. «Истребление корня»
Революция. Поиск связи Царской семьи с Германией. Отречение Николая II. Манифест об отречении в пользу Михаила Романова. Отречение Михаила. Репрессии против Великих князей. Яков Свердлов — автор репрессий против великих князей. Расстрел царской семьи. Троицкий собор в Щёлково. Церковь у Московского вокзала. Маргарита Хитрово. Мария Фёдоровна спаслась и многих спасла. Мораль истории - Бога бойтися, царя чтите. История России — Семейная история.

## Отзывы
это не архивный отчёт о царствовании, а рассказ о монархах как об обычных людях — с их переживаниями, страхами, победами и поражениями— такие впечатления о сериале на сайте дворца детского и юношеского творчества города Чита. На сайте film.ru сериал оценен зрителями на 6 баллов из 10.